# За подих від тебе
«За подих від тебе» (фр. Dans la brume) — спільний канадсько-французький фантастичний фільм 2018 року про подружжя, яке намагається врятувати себе та свою дочку від убивчого туману, який заполонив вулиці Парижа.

## Сюжет
Сімейна пара живе з дочкою, яка через хворобу не має змоги залишити спеціальну барокамеру. Одного разу після землетрусу з-під землі починає підійматися смертоносний туман, вбиваючи всіх, хто в ньому опиняється. Це явище встигає заполонити всю столицю, і єдиними живими мешканцями залишилися ті, хто встиг піднятися на дахи та верхні поверхи будинків. З кожним днем люди намагаються вижити, попри відсутність їжі й інформації. Пара намагається зробити все, щоб врятувати свою невиліковно хвору дочку.

## У ролях
| Актор           | Роль   |
| --------------- | ------ |
| Ромен Дюріс     | Матьє  |
| Ольга Куриленко | Анна   |
| Фотін Ардуін    | Сара   |
| Мішель Робін    | Люсьєн |
| Анна Ґейлор     | Колетт |

## Знімальна група
- Кінорежисер — Даніель Робі
- Сценаристи — Гійом Леман, Джиммі Бемон, Матьє Делозьє
- Кінопродюсери — Гійом Колбок, Ніколя Дюваль-Адассовскі
- Композитор — Мішель Корріво
- Кінооператор — П'єр-Ів Бастар
- Кіномонтаж — Стен Коллє, Іво Тібодо
- Художник-постановник — Арно Рот
- Артдиректори — Рено Котт-Верді
- Художник-декоратор — Наталі Дешам
- Художник з костюмів — Наталі Бенро[2].